# Huillé
Huillé és un municipi francès situat al departament de Maine i Loira i a la regió de País del Loira. L'any 2007 tenia 491 habitants.

## Demografia

### Població
El 2007 la població de fet de Huillé era de 491 persones. Hi havia 188 famílies de les quals 44 eren unipersonals (24 homes vivint sols i 20 dones vivint soles), 48 parelles sense fills, 76 parelles amb fills i 20 famílies monoparentals amb fills.
La població ha evolucionat segons el següent gràfic:
Habitants censats

### Habitatges
El 2007 hi havia 253 habitatges, 189 eren l'habitatge principal de la família, 45 eren segones residències i 19 estaven desocupats. 252 eren cases i 1 era un apartament. Dels 189 habitatges principals, 134 estaven ocupats pels seus propietaris, 47 estaven llogats i ocupats pels llogaters i 8 estaven cedits a títol gratuït; 2 tenien una cambra, 13 en tenien dues, 33 en tenien tres, 57 en tenien quatre i 84 en tenien cinc o més. 128 habitatges disposaven pel capbaix d'una plaça de pàrquing. A 79 habitatges hi havia un automòbil i a 96 n'hi havia dos o més.

### Piràmide de població
La piràmide de població per edats i sexe el 2009 era:
| Homes | Edats   | Dones |
| ----- | ------- | ----- |
| 0     | 95 o +  | 0     |
| 0     | 90 a 94 | 4     |
| 0     | 85 a 89 | 4     |
| 4     | 80 a 84 | 4     |
| 8     | 75 a 79 | 4     |
| 8     | 70 a 74 | 12    |
| 4     | 65 a 69 | 12    |
| 16    | 60 a 64 | 12    |
| 8     | 55 a 59 | 20    |
| 4     | 50 a 54 | 4     |
| 12    | 45 a 49 | 8     |
| 20    | 40 a 44 | 16    |
| 12    | 35 a 39 | 16    |
| 28    | 30 a 34 | 16    |
| 12    | 25 a 29 | 12    |
| 8     | 20 a 24 | 12    |
| 24    | 15 a 19 | 0     |
| 32    | 10 a 14 | 8     |
| 20    | 5 a 9   | 20    |
| 8     | 0 a 4   | 16    |

## Economia
El 2007 la població en edat de treballar era de 292 persones, 226 eren actives i 66 eren inactives. De les 226 persones actives 204 estaven ocupades (119 homes i 85 dones) i 22 estaven aturades (7 homes i 15 dones). De les 66 persones inactives 20 estaven jubilades, 22 estaven estudiant i 24 estaven classificades com a «altres inactius».

### Ingressos
El 2009 a Huillé hi havia 196 unitats fiscals que integraven 531 persones, la mediana anual d'ingressos fiscals per persona era de 15.328 €.

### Activitats econòmiques
Dels 7 establiments que hi havia el 2007, 1 era d'una empresa de construcció, 1 d'una empresa de comerç i reparació d'automòbils, 1 d'una empresa de serveis, 1 d'una entitat de l'administració pública i 3 d'empreses classificades com a «altres activitats de serveis».
L'únic servei als particulars que hi havia el 2009 era una fusteria.
L'any 2000 a Huillé hi havia 21 explotacions agrícoles que ocupaven un total de 720 hectàrees.

## Equipaments sanitaris i escolars
El 2009 hi havia una escola elemental integrada dins d'un grup escolar amb les comunes properes formant una escola dispersa.

## Poblacions més properes
El següent diagrama mostra les poblacions més properes.